# Полынцева, Нина Фёдоровна
Нина Фёдоровна Полынцева (Полынцева-Дурыкина) (род. 1928) — советский работник сельского хозяйства, Герой Социалистического Труда, звеньевая свеклосовхоза имени Фрунзе, Кантский район Киргизской ССР.

## Биография
Родилась 25 августа 1928 года в Муромцевском районе Омской области.
В 1943 году начала работать на выращивании сахарной свеклы в колхозе имени Фрунзе. С 1944 года работала в колхозе «Красная Заря». В 1947 году звену, возглавляемом Полынцевой, на площади в 2 га удалось собрать 830 центнеров сахарной свеклы.
Указом Президиума Верховного Совета СССР от 8 мая 1948 года за успехи в труде Нине Фёдоровне Полынцевой было присвоено звание героя Социалистического Труда с вручением ордена Ленина и золотой медали «Серп и Молот».